# Ивановское (сельское поселение «Деревня Совьяки»)
Ива́новское — деревня в составе муниципального образования Сельское поселение «Деревня Совьяки» Боровского района Калужской области.
В настоящий момент деревня фактически объединилась с деревней Загрязье в один населённый пункт — Ивановское-Загрязье.

## Население
| 2002 | 2010 |
| ---- | ---- |
| 8    | ↘4   |